# Kozelj
Kozelj (cyr. Козељ) – wieś w Serbii, w okręgu kolubarskim, w gminie Ljig. W 2011 roku liczyła 384 mieszkańców.